# Athiri
Athiri (griechisch Αθήρι) ist eine in Griechenland heimische Weißweinsorte. Empfohlen ist ihr Anbau auf Kreta, dem Peloponnes, den Dodekanes und den Kykladen, zugelassen ist sie des Weiteren auf der Insel Euböa. Mit insgesamt 1.008 Hektar bestockter Rebfläche (Stand Ende der 1990er Jahre) belegt sie im Rebsortenspiegel Griechenlands Rang 8 der weißen Sorten. 
Neben ihren Qualitäten als Keltertraube wird sie lokal auch als Tafeltraube geschätzt. Die spätreifende Sorte ergibt einen blumigen Wein und wird vor allem für Verschnitte mit den Rebsorten Assyrtiko und Aidani Aspro verwendet, zum Beispiel für die trockenen Weißweine auf Santorin, wie den Nykteri und für den Strohwein Liastos. Auf Rhodos wird daraus der trockene und delikate Weißwein „Athiri de Rhodos“ hergestellt. Auf Kreta bei Iraklio wird sie mit den Sorten Thrapsathiri und Vilana zum Peza verschnitten.
Athiri ist eine Varietät der Edlen Weinrebe (Vitis vinifera).
Es gibt auch eine rote Rebsorte mit dem Namen Athiri Mavro.

## Synonyme
Athiri ist auch unter den Namen Athyri, Athiri Aspro, Athiri Lefko, Asprothiro und Asprothiri bekannt.